# Амурская Областная Украинская Рада
Амурская Областная Украинская Рада — орган местного самоуправления украинских колонистов в Амурской области в 1917-1918.

## История
Амурская Областная Украинская Рада была избрана на Амурском украинском областном съезде в июне 1917 с целью «дать просвещение и объединить амурских украинцев». На выборах в Всероссийском Учредительного собрания 1917 рада выдвинула свой список (А. Володько, Л. Король, Г. Рудиков, Я. Ситницкий), который получил 3265 (1,4%) голосов избирателей.
Председатель Рады был Петрушенко, затем — Г. Барилович. В ноябре 1917 года по инициативе Рады было основано украинский  кооперативный издательский союз с целью издания популярных украинских книг.
В 1918 году согласно решениям III Украинского Дальневосточного съезда на территории Амурской области были созданы Благовещенская и Свободненская Украинские окружные Рады.